# Liste der Nummer-eins-Hits in Irland (2002)
Dies ist eine Liste der Nummer-eins-Hits in Irland im Jahr 2002. Sie basiert auf den offiziellen Singlecharts in Irland, die im Auftrag der Irish Recorded Music Association (IRMA) erstellt werden. Es gab in diesem Jahr 20 Nummer-eins-Singles.

## Singles
| ← 2001 ← | Liste der Nummer-eins-Hits in Irland | Liste der Nummer-eins-Hits in Irland | Liste der Nummer-eins-Hits in Irland | 2003 →                    |
| \| Zeitraum \| Wo. ges. \| Interpret \| Titel Autor(en) \| Zusätzliche Informationen \| \| (Zeitraum, Wochen auf Platz eins, Interpret, Titel, Autor[en], zusätzliche Informationen) \| \| \| \| \| \| ----------------------------------------------------------------------------------------- \| -------- \| ------------------------------- \| ------------------------------------------------------------------------------------------------------------------------------------------ \| ------------------------- \| \| 6. Dezember 2001 – 23. Januar 2002 7 Wochen \| 7 \| Kate Winslet \| What If Wayne Anthony Hector, Steven McCutcheon \| – \| \| 24. Januar 2002 – 30. Januar 2002 1 Woche \| 1 \| Pink \| Get the Party Started Linda Perry \| – \| \| 31. Januar 2002 – 13. Februar 2002 2 Wochen \| 2 \| Enrique Iglesias \| Hero Enrique M. Iglesias, Paul Michael Barry, Mark Taylor \| – \| \| 14. Februar 2002 – 13. März 2002 4 Wochen (insgesamt 6) \| 6 \| Six \| There’s a Whole Lot of Loving Going On Christian Charles McLane Arnold, David Martin, Geoff Morrow \| – \| \| 14. März 2002 – 20. März 2002 1 Woche \| 1 \| Shakira \| Whenever, Wherever Shakira Isabel Mebarak, Gloria M. Estefan, Timothy C. Mitchell \| – \| \| 21. März 2002 – 10. April 2002 3 Wochen \| 3 \| Gareth Gates \| Unchained Melody Musik: Alex North; Text: Hy Zaret \| – \| \| 11. April 2002 – 15. Mai 2002 5 Wochen \| 5 \| Nickelback \| How You Remind Me Chad Robert Kroeger, Michael Douglas Henry Kroeger, Ryan Anthony Peake, Ryan Vikedal \| – \| \| 16. Mai 2002 – 22. Mai 2002 1 Woche \| 1 \| Irish World Cup Squad \| Here Come the Good Times David Francis Couse \| – \| \| 23. Mai 2002 – 12. Juni 2002 3 Wochen \| 3 \| Eminem \| Without Me Anne Jennifer Dudley, Marshall Mathers, Jeffrey Irwin Bass, Malcolm Robert Andrew McLaren, Trevor Charles Horn, Kevin Dean Bell \| – \| \| 13. Juni 2002 – 3. Juli 2002 3 Wochen \| 3 \| Elvis vs. JXL \| A Little Less Conversation Scott Davis, William Everett Strange \| – \| \| 4. Juli 2002 – 17. Juli 2002 2 Wochen (insgesamt 6) \| 6 \| Six \| Let Me Be the One Christian Charles McLane Arnold, David Martin, Geoff Morrow \| – \| \| 18. Juli 2002 – 24. Juli 2002 1 Woche \| 1 \| Scooter \| The Logical Song Richard Davies, Charles Roger Pomfret Hodgson \| – \| \| 25. Juli 2002 – 21. August 2002 4 Wochen \| 4 \| Shakira \| Underneath Your Clothes Lester A. Mendez, Shakira Isabel Mebarak \| – \| \| 22. August 2002 – 28. August 2002 1 Woche \| 1 \| Mad’House \| Like a Prayer Madonna L. Ciccone, Patrick Raymond Leonard \| – \| \| 29. August 2002 – 25. September 2002 4 Wochen \| 4 \| Atomic Kitten \| The Tide Is High (Get the Feeling) Jeremy Peter Godfrey, Bill Padley, John Kenneth Holt, Howard Anthony Barrett, Tyrone Evans \| – \| \| 26. September 2002 – 9. Oktober 2002 2 Wochen \| 2 \| Avril Lavigne \| Complicated Lauren Christy, David Scott Alspach, Graham Edwards, Avril Ramona Lavigne \| – \| \| 10. Oktober 2002 – 16. Oktober 2002 1 Woche (insgesamt 3) \| 3 \| Las Ketchup \| The Ketchup Song (Aserejé) Francisco Manuel Ruiz Gomez \| – \| \| 17. Oktober 2002 – 6. November 2002 3 Wochen \| 3 \| Nelly feat. Kelly Rowland \| Dilemma Kenneth Gamble, Bunny Sigler, Cornell Haynes, Antoine L. Macon \| – \| \| 7. November 2002 – 13. November 2002 1 Woche \| 1 \| Westlife \| Unbreakable John Reid, Jörgen Kjell Aake Elofsson \| – \| \| 14. November 2002 – 27. November 2002 2 Wochen (insgesamt 3) \| 3 \| Las Ketchup \| The Ketchup Song (Aserejé) Francisco Manuel Ruiz Gomez \| – \| \| 28. November 2002 – 4. Dezember 2002 1 Woche \| 1 \| Christina Aguilera feat. Redman \| Dirrty Freddy Briggs \| – \| \| 5. Dezember 2002 – 8. Januar 2003 5 Wochen \| 5 \| Eminem \| Lose Yourself Marshall B. Mathers, Luis Edgardo Resto, Jeff Bass \| – \| |                                      |                                      | |                           |
| ← 2001 |                                      |                                      | | → 2003 →                  |
| Zeitraum | Wo. ges.                             | Interpret                            | Titel Autor(en) | Zusätzliche Informationen |
| (Zeitraum, Wochen auf Platz eins, Interpret, Titel, Autor[en], zusätzliche Informationen) |                                      |                                      | |                           |
| 6. Dezember 2001 – 23. Januar 2002 7 Wochen | 7                                    | Kate Winslet                         | What If Wayne Anthony Hector, Steven McCutcheon                                                                                            | –                         |
| 24. Januar 2002 – 30. Januar 2002 1 Woche | 1                                    | Pink                                 | Get the Party Started Linda Perry | –                         |
| 31. Januar 2002 – 13. Februar 2002 2 Wochen | 2                                    | Enrique Iglesias                     | Hero Enrique M. Iglesias, Paul Michael Barry, Mark Taylor                                                                                  | –                         |
| 14. Februar 2002 – 13. März 2002 4 Wochen (insgesamt 6) | 6                                    | Six                                  | There’s a Whole Lot of Loving Going On Christian Charles McLane Arnold, David Martin, Geoff Morrow                                         | –                         |
| 14. März 2002 – 20. März 2002 1 Woche | 1                                    | Shakira                              | Whenever, Wherever Shakira Isabel Mebarak, Gloria M. Estefan, Timothy C. Mitchell                                                          | –                         |
| 21. März 2002 – 10. April 2002 3 Wochen | 3                                    | Gareth Gates                         | Unchained Melody Musik: Alex North; Text: Hy Zaret                                                                                         | –                         |
| 11. April 2002 – 15. Mai 2002 5 Wochen | 5                                    | Nickelback                           | How You Remind Me Chad Robert Kroeger, Michael Douglas Henry Kroeger, Ryan Anthony Peake, Ryan Vikedal                                     | –                         |
| 16. Mai 2002 – 22. Mai 2002 1 Woche | 1                                    | Irish World Cup Squad                | Here Come the Good Times David Francis Couse                                                                                               | –                         |
| 23. Mai 2002 – 12. Juni 2002 3 Wochen | 3                                    | Eminem                               | Without Me Anne Jennifer Dudley, Marshall Mathers, Jeffrey Irwin Bass, Malcolm Robert Andrew McLaren, Trevor Charles Horn, Kevin Dean Bell | –                         |
| 13. Juni 2002 – 3. Juli 2002 3 Wochen | 3                                    | Elvis vs. JXL                        | A Little Less Conversation Scott Davis, William Everett Strange                                                                            | –                         |
| 4. Juli 2002 – 17. Juli 2002 2 Wochen (insgesamt 6) | 6                                    | Six                                  | Let Me Be the One Christian Charles McLane Arnold, David Martin, Geoff Morrow                                                              | –                         |
| 18. Juli 2002 – 24. Juli 2002 1 Woche | 1                                    | Scooter                              | The Logical Song Richard Davies, Charles Roger Pomfret Hodgson                                                                             | –                         |
| 25. Juli 2002 – 21. August 2002 4 Wochen | 4                                    | Shakira                              | Underneath Your Clothes Lester A. Mendez, Shakira Isabel Mebarak                                                                           | –                         |
| 22. August 2002 – 28. August 2002 1 Woche | 1                                    | Mad’House                            | Like a Prayer Madonna L. Ciccone, Patrick Raymond Leonard                                                                                  | –                         |
| 29. August 2002 – 25. September 2002 4 Wochen | 4                                    | Atomic Kitten                        | The Tide Is High (Get the Feeling) Jeremy Peter Godfrey, Bill Padley, John Kenneth Holt, Howard Anthony Barrett, Tyrone Evans              | –                         |
| 26. September 2002 – 9. Oktober 2002 2 Wochen | 2                                    | Avril Lavigne                        | Complicated Lauren Christy, David Scott Alspach, Graham Edwards, Avril Ramona Lavigne                                                      | –                         |
| 10. Oktober 2002 – 16. Oktober 2002 1 Woche (insgesamt 3) | 3                                    | Las Ketchup                          | The Ketchup Song (Aserejé) Francisco Manuel Ruiz Gomez                                                                                     | –                         |
| 17. Oktober 2002 – 6. November 2002 3 Wochen | 3                                    | Nelly feat. Kelly Rowland            | Dilemma Kenneth Gamble, Bunny Sigler, Cornell Haynes, Antoine L. Macon                                                                     | –                         |
| 7. November 2002 – 13. November 2002 1 Woche | 1                                    | Westlife                             | Unbreakable John Reid, Jörgen Kjell Aake Elofsson                                                                                          | –                         |
| 14. November 2002 – 27. November 2002 2 Wochen (insgesamt 3) | 3                                    | Las Ketchup                          | The Ketchup Song (Aserejé) Francisco Manuel Ruiz Gomez                                                                                     | –                         |
| 28. November 2002 – 4. Dezember 2002 1 Woche | 1                                    | Christina Aguilera feat. Redman      | Dirrty Freddy Briggs | –                         |
| 5. Dezember 2002 – 8. Januar 2003 5 Wochen | 5                                    | Eminem                               | Lose Yourself Marshall B. Mathers, Luis Edgardo Resto, Jeff Bass                                                                           | –                         |

## Alben
| ← 2001 ← | Liste der Nummer-eins-Hits in Irland | Liste der Nummer-eins-Hits in Irland | Liste der Nummer-eins-Hits in Irland | 2003 →                    |
| \| Zeitraum \| Wo. ges. \| Interpret \| Titel \| Zusätzliche Informationen \| \| (Zeitraum, Wochen auf Platz eins, Interpret, Titel, zusätzliche Informationen) \| \| \| \| \| \| ------------------------------------------------------------------------------ \| -------- \| --------------------- \| -------------------------------- \| ------------------------- \| \| 22. November 2001 – 2. Januar 2002 6 Wochen \| 6 \| Robbie Williams \| Swing When You’re Winning \| – \| \| 3. Januar 2002 – 16. Januar 2002 2 Wochen \| 2 \| Westlife \| World of Our Own \| – \| \| 17. Januar 2002 – 30. Januar 2002 2 Wochen \| 2 \| Stereophonics \| Just Enough Education to Perform \| – \| \| 31. Januar 2002 – 6. Februar 2002 1 Woche \| 1 \| The Chemical Brothers \| Come with Us \| – \| \| 7. Februar 2002 – 6. März 2002 4 Wochen (insgesamt 7) \| 7 \| Enrique Iglesias \| Escape \| – \| \| 7. März 2002 – 13. März 2002 1 Woche \| 1 \| Alanis Morissette \| Under Rug Swept \| – \| \| 14. März 2002 – 27. März 2002 2 Wochen \| 2 \| Barbra Streisand \| The Essential Barbra Streisand \| – \| \| 28. März 2002 – 10. April 2002 2 Wochen \| 2 \| Céline Dion \| A New Day Has Come \| – \| \| 11. April 2002 – 1. Mai 2002 3 Wochen \| 3 \| Nickelback \| Silver Side Up \| – \| \| 2. Mai 2002 – 15. Mai 2002 2 Wochen (insgesamt 7) \| 7 \| Enrique Iglesias \| Escape \| – \| \| 16. Mai 2002 – 22. Mai 2002 1 Woche \| 1 \| Moby \| 18 \| – \| \| 23. Mai 2002 – 29. Mai 2002 1 Woche (insgesamt 7) \| 7 \| Enrique Iglesias \| Escape \| – \| \| 30. Mai 2002 – 3. Juli 2002 5 Wochen \| 5 \| Eminem \| The Eminem Show \| – \| \| 4. Juli 2002 – 10. Juli 2002 1 Woche \| 1 \| Oasis \| Heathen Chemistry \| – \| \| 11. Juli 2002 – 7. August 2002 4 Wochen \| 4 \| Red Hot Chili Peppers \| By the Way \| – \| \| 8. August 2002 – 28. August 2002 3 Wochen \| 3 \| Christy Moore \| Live at Vicar Street \| – \| \| 29. August 2002 – 25. September 2002 4 Wochen \| 4 \| Coldplay \| A Rush of Blood to the Head \| – \| \| 26. September 2002 – 2. Oktober 2002 1 Woche \| 1 \| Elvis Presley \| Elv1s – 30 #1 Hits \| – \| \| 3. Oktober 2002 – 23. Oktober 2002 3 Wochen \| 3 \| The Rolling Stones \| 40 Licks \| – \| \| 24. Oktober 2002 – 30. Oktober 2002 1 Woche \| 1 \| Foo Fighters \| One by One \| – \| \| 31. Oktober 2002 – 6. November 2002 1 Woche \| 1 \| David Gray \| A New Day at Midnight \| – \| \| 7. November 2002 – 20. November 2002 2 Wochen \| 2 \| U2 \| The Best of 1990–2000 \| – \| \| 21. November 2002 – 18. Dezember 2002 4 Wochen (insgesamt 5) \| 5 \| Robbie Williams \| Escapology \| – \| \| 19. Dezember 2002 – 25. Dezember 2002 1 Woche \| 1 \| Westlife \| Unbreakable – The Greatest Hits \| – \| \| 26. Dezember 2002 – 1. Januar 2003 1 Woche (insgesamt 5) \| 5 \| Robbie Williams \| Escapology \| – \| |                                      |                                      |                                      |                           |
| ← 2001 |                                      |                                      |                                      | → 2003 →                  |
| Zeitraum | Wo. ges.                             | Interpret                            | Titel                                | Zusätzliche Informationen |
| (Zeitraum, Wochen auf Platz eins, Interpret, Titel, zusätzliche Informationen) |                                      |                                      |                                      |                           |
| 22. November 2001 – 2. Januar 2002 6 Wochen | 6                                    | Robbie Williams                      | Swing When You’re Winning            | –                         |
| 3. Januar 2002 – 16. Januar 2002 2 Wochen | 2                                    | Westlife                             | World of Our Own                     | –                         |
| 17. Januar 2002 – 30. Januar 2002 2 Wochen | 2                                    | Stereophonics                        | Just Enough Education to Perform     | –                         |
| 31. Januar 2002 – 6. Februar 2002 1 Woche | 1                                    | The Chemical Brothers                | Come with Us                         | –                         |
| 7. Februar 2002 – 6. März 2002 4 Wochen (insgesamt 7) | 7                                    | Enrique Iglesias                     | Escape                               | –                         |
| 7. März 2002 – 13. März 2002 1 Woche | 1                                    | Alanis Morissette                    | Under Rug Swept                      | –                         |
| 14. März 2002 – 27. März 2002 2 Wochen | 2                                    | Barbra Streisand                     | The Essential Barbra Streisand       | –                         |
| 28. März 2002 – 10. April 2002 2 Wochen | 2                                    | Céline Dion                          | A New Day Has Come                   | –                         |
| 11. April 2002 – 1. Mai 2002 3 Wochen | 3                                    | Nickelback                           | Silver Side Up                       | –                         |
| 2. Mai 2002 – 15. Mai 2002 2 Wochen (insgesamt 7) | 7                                    | Enrique Iglesias                     | Escape                               | –                         |
| 16. Mai 2002 – 22. Mai 2002 1 Woche | 1                                    | Moby                                 | 18                                   | –                         |
| 23. Mai 2002 – 29. Mai 2002 1 Woche (insgesamt 7) | 7                                    | Enrique Iglesias                     | Escape                               | –                         |
| 30. Mai 2002 – 3. Juli 2002 5 Wochen | 5                                    | Eminem                               | The Eminem Show                      | –                         |
| 4. Juli 2002 – 10. Juli 2002 1 Woche | 1                                    | Oasis                                | Heathen Chemistry                    | –                         |
| 11. Juli 2002 – 7. August 2002 4 Wochen | 4                                    | Red Hot Chili Peppers                | By the Way                           | –                         |
| 8. August 2002 – 28. August 2002 3 Wochen | 3                                    | Christy Moore                        | Live at Vicar Street                 | –                         |
| 29. August 2002 – 25. September 2002 4 Wochen | 4                                    | Coldplay                             | A Rush of Blood to the Head          | –                         |
| 26. September 2002 – 2. Oktober 2002 1 Woche | 1                                    | Elvis Presley                        | Elv1s – 30 #1 Hits                   | –                         |
| 3. Oktober 2002 – 23. Oktober 2002 3 Wochen | 3                                    | The Rolling Stones                   | 40 Licks                             | –                         |
| 24. Oktober 2002 – 30. Oktober 2002 1 Woche | 1                                    | Foo Fighters                         | One by One                           | –                         |
| 31. Oktober 2002 – 6. November 2002 1 Woche | 1                                    | David Gray                           | A New Day at Midnight                | –                         |
| 7. November 2002 – 20. November 2002 2 Wochen | 2                                    | U2                                   | The Best of 1990–2000                | –                         |
| 21. November 2002 – 18. Dezember 2002 4 Wochen (insgesamt 5) | 5                                    | Robbie Williams                      | Escapology                           | –                         |
| 19. Dezember 2002 – 25. Dezember 2002 1 Woche | 1                                    | Westlife                             | Unbreakable – The Greatest Hits      | –                         |
| 26. Dezember 2002 – 1. Januar 2003 1 Woche (insgesamt 5) | 5                                    | Robbie Williams                      | Escapology                           | –                         |

## Jahreshitparaden
| ← 2001 ← | Liste der Nummer-eins-Hits in Irland | Liste der Nummer-eins-Hits in Irland     | Liste der Nummer-eins-Hits in Irland | 2003 →   |
| \| Singles \| Position# \| Alben \| \| ------------------------------------------------------------------------------------------------------------------------------------------------- \| --------- \| ---------------------------------------- \| \| There’s a Whole Lot of Loving Going On Six Christian Charles McLane Arnold, David Martin, Geoff Morrow \| 1 \| A Rush of Blood to the Head Coldplay \| \| Hero Enrique Iglesias Enrique M. Iglesias, Paul Michael Barry, Mark Taylor \| 2 \| Missundaztood Pink \| \| The Ketchup Song (Aserejé) Las Ketchup Francisco Manuel Ruiz Gomez \| 3 \| The Best of 1990–2000 U2 \| \| Whenever, Wherever Shakira Shakira Isabel Mebarak, Gloria M. Estefan, Timothy C. Mitchell \| 4 \| By the Way Red Hot Chili Peppers \| \| Dilemma Nelly feat. Kelly Rowland Kenneth Gamble, Bunny Sigler, Cornell Haynes, Antoine L. Macon \| 5 \| Unbreakable – The Greatest Hits Westlife \| \| The Logical Song Scooter Richard Davies, Charles Roger Pomfret Hodgson \| 6 \| Laundry Service Shakira \| \| Without Me Eminem Anne Jennifer Dudley, Marshall Mathers, Jeffrey Irwin Bass, Malcolm Robert Andrew McLaren, Trevor Charles Horn, Kevin Dean Bell \| 7 \| The Eminem Show Eminem \| \| How You Remind Me Nickelback Chad Robert Kroeger, Michael Douglas Henry Kroeger, Ryan Anthony Peake, Ryan Vikedal \| 8 \| Escapology Robbie Williams \| \| Anything Is Possible / Evergreen Will Young Cathy Dennis, Chris Braide / Jörgen Kjell Aake Elofsson, David Bengt Kreuger, Per Olof Magnusson \| 9 \| Escape Enrique Iglesias \| \| La Passion Gigi D’Agostino Musik: Luigino di Agostino, Paolo Sandrini; Text: Luigino di Agostino, Carlo Montagner \| 10 \| A New Day at Midnight David Gray \| |                                      |                                          |                                      |          |
| ← 2001 |                                      |                                          |                                      | → 2003 → |
| Singles | Position#                            | Alben                                    |                                      |          |
| There’s a Whole Lot of Loving Going On Six Christian Charles McLane Arnold, David Martin, Geoff Morrow | 1                                    | A Rush of Blood to the Head Coldplay     |                                      |          |
| Hero Enrique Iglesias Enrique M. Iglesias, Paul Michael Barry, Mark Taylor | 2                                    | Missundaztood Pink                       |                                      |          |
| The Ketchup Song (Aserejé) Las Ketchup Francisco Manuel Ruiz Gomez | 3                                    | The Best of 1990–2000 U2                 |                                      |          |
| Whenever, Wherever Shakira Shakira Isabel Mebarak, Gloria M. Estefan, Timothy C. Mitchell | 4                                    | By the Way Red Hot Chili Peppers         |                                      |          |
| Dilemma Nelly feat. Kelly Rowland Kenneth Gamble, Bunny Sigler, Cornell Haynes, Antoine L. Macon | 5                                    | Unbreakable – The Greatest Hits Westlife |                                      |          |
| The Logical Song Scooter Richard Davies, Charles Roger Pomfret Hodgson | 6                                    | Laundry Service Shakira                  |                                      |          |
| Without Me Eminem Anne Jennifer Dudley, Marshall Mathers, Jeffrey Irwin Bass, Malcolm Robert Andrew McLaren, Trevor Charles Horn, Kevin Dean Bell | 7                                    | The Eminem Show Eminem                   |                                      |          |
| How You Remind Me Nickelback Chad Robert Kroeger, Michael Douglas Henry Kroeger, Ryan Anthony Peake, Ryan Vikedal | 8                                    | Escapology Robbie Williams               |                                      |          |
| Anything Is Possible / Evergreen Will Young Cathy Dennis, Chris Braide / Jörgen Kjell Aake Elofsson, David Bengt Kreuger, Per Olof Magnusson | 9                                    | Escape Enrique Iglesias                  |                                      |          |
| La Passion Gigi D’Agostino Musik: Luigino di Agostino, Paolo Sandrini; Text: Luigino di Agostino, Carlo Montagner | 10                                   | A New Day at Midnight David Gray         |                                      |          |